# Dinardilla mexicana
Dinardilla mexicana är en skalbaggsart som beskrevs av Mann 1914. Dinardilla mexicana ingår i släktet Dinardilla och familjen kortvingar. Inga underarter finns listade i Catalogue of Life.